# M. Szabó Miklós
M. Szabó Miklós (Tiszadorogma, 1942. március 14. – 2021. március 9.) nyugállományú altábornagy, hadtörténész, az MTA rendes tagja, a Nemzeti Közszolgálati Egyetem Hadtudományi és Honvédtisztképző Kar (volt Zrínyi Miklós Nemzetvédelmi Egyetem) rector emeritusa, volt rektora. A hadtudományban elért eredményeiért, munkásságáért többszörösen kitüntették. A Magyar Tudományos Akadémia 1986-ban létrehozott Hadtudományi Bizottságának egyik első tagja volt.

## Tanulmányai
Általános iskolai tanulmányait Egerben, a gyakorló általános iskolában végezte. Saját bevallása szerint tizenegy éves korában villamosmérnök szeretett volna lenni. Tizennégy évesen, 1956 augusztusában kezdte meg középiskolai tanulmányait a mátyásföldi II. Rákóczi Ferenc Katonai Középiskolában, ahol rövid idő alatt növendék szakaszparancsnoki beosztást kapott. Ekkor Oláh István – későbbi vezérkari főnök, majd honvédelmi miniszter – volt az intézmény parancsnoka. A szovjet csapatok bevonulása idején, november 4-én a középiskolát feloszlatták, egy nappal később a növendékek legtöbbje, Szabóval együtt sikeresen hazaért. Az átszervezés során az iskola a hűvösvölgyi laktanyába költözött át, parancsnoka Otta István vezérőrnagy lett. M. Szabó Miklós osztálytársaival együtt 1957. január közepén folytathatta itt a tanulmányokat az intézmény 1958 nyári felszámolásáig. 1959-ig az egri Dobó István Gimnáziumban tanult, majd a budapesti II. kerületi Rákóczi Ferenc Gimnáziumban érettségit szerzett 1960-ban. Ezt követően az Egyesített Tiszti Iskolán tanult gépkocsizó lövész szakon, ahol 1964-ben kitüntetéses oklevéllel végzett. Szintén ebben az évben szerzett földrajztanári diplomát a szegedi Juhász Gyula Tanárképző Főiskolán, jeles minősítéssel. Ide 1961-ben iratkozott be. 1969-ben felvételt nyert a Zrínyi Miklós Katonai Akadémiára (ZMKA), amit 1972-ben fejezett be jeles eredménnyel. 1973-tól az Eötvös Loránd Tudományegyetem Bölcsésztudományi Kar kiegészítő képzésén történelem szakon hallgatott, ahol 1976-ban szerzett diplomát.

## Katonai pályafutása
Hivatásos katonaként első állomáshelye Egerben volt 1964-ben, ahol három évig szolgált szakaszparancsnoki beosztásban egy katonai alakulatnál. 1967-től a Kossuth Lajos Katonai Főiskolán szolgált mint ifjúságimunka-szervező, 1969-ig. Hadtörténelmi érdeklődésére a ZMKA Hadművészet Története Tanszékének akkori tanszékvezetője, dr. Nagy Gábor ezredes figyelt fel, aki dr. Zágoni Endre ezredes segítségével elérte, hogy harmincévesen, a ZMKA-s záróvizsgája után nem sokkal Szabó a tanszék oktatója legyen. Oktatóként 1977-ig tanított, majd 1977-től tanszékvezető-helyettese, majd 1981-től tanszékvezetője a ZMKA Hadművészet Története Tanszékének, 1984-ig. 1984-től a ZMKA parancsnokának társadalomtudományi helyettese 1989-ig, majd ettől az évtől a Zalka Máté Katonai Műszaki Főiskola parancsnoka 1991-ig, ami később Bolyai János Katonai Műszaki Főiskolára változott. 1991-től 1996-ig a ZMKA parancsnoka, majd annak 1996. szeptember 1-jétől Zrínyi Miklós Nemzetvédelmi Egyetemmé válásától tizenegy éven át rektora. Helyét prof. dr. Szabó Jánosnak adta át a rektori székben.

## Tudományos pályafutása
1977-től az ELTE bölcsészdoktora, majd 1981-ben megszerezte a hadtudományok kandidátusa címet. Hat évvel később 1987-ben megszerezte a doktori címet (hadtudományok doktora). 1988-ban egyetemi tanárrá nevezték ki, majd a ZMKA-n tanított. 2001-től a Magyar Tudományos Akadémia levelező tagja, 2007-től pedig annak rendes tagja. Székfoglaló előadásának a Katonai felsővezetők a diktatúrában címet adta.
Aktívan részt vesz az Akadémia közéletében, több szervezői feladatot vállalt:
- az MTA Bolyai János Kutatói Ösztöndíj IX. Szakértői Kollégiumának elnöke lett
- az MTA IX. osztály elnökhelyettese
- az MTA Doktori Tanácsának póttagja
- az MTA Szociális Bizottságának tagja

Fő kutatási területei a Magyar Királyi Honvéd Légierő elméleti és szervezeti fejlődése, valamint részvétele a II. világháborúban (1930–1945), illetve a magyar katonai felsőoktatás története a II. világháború után. Tágabb értelemben Magyarország részvétele a II. világháborúban, illetve a II. világháború hadműveletei, benne a magyarországi hadműveletekkel.

## Családja
Nagyapja református lelkipásztor, apja jegyző volt. Ő nős, két gyermeke született, négy unokája van. Felesége nyugalmazott vezető óvónő; fia rendőr alezredes, az 1990-es években Kambodzsában, Mozambikban és a Sínai-félszigeten, a 2000-es évek közepén ismét a Sínai-félszigeten szolgált nemzetközi békefenntartó missziókban; lánya traumatológus orvos.

## Díjai, kitüntetései
1965–2002 között 13 kormánykitüntetésben részesült.
- A Magyar Köztársasági Érdemrend középkeresztje (1994)
- Zrínyi Miklós-díj (1995) – tudományos tevékenységének elismeréséért
- Rendvédelem-történetért Érdemrend (2003) – a társ-fegyveres szervezetekkel való tudományos együttműködése miatt
- Osztrák Köztársaság Nagy Érdemrendje, az osztrák köztársasági elnöktől (2003) – a nemzetközi katonai felsőoktatásban végzett munkájáért
- A Magyar Köztársasági Érdemrend középkeresztje a csillaggal (2004)
- Francia Köztársaság Nemzeti Érdemrendjének lovagja (2006) – a nemzetközi katonai felsőoktatásban végzett munkájáért
- Szent-Györgyi Albert-díj (2008)

## Főbb publikációi

### Könyvei
- Magyarországi felszabadító hadműveletek 1944–1945, Kossuth Kiadó, Budapest, 1985
- A Magyar Királyi Honvéd Légierő a második világháborúban, Zrínyi Katonai Kiadó, Budapest, 1987. 328 p. ISBN 963-326-366-2
- 1942. augusztus 20. 5 óra 7 perc. Horthy István repülőfőhadnagy és kora eltérő megközelítésben, 1989
- A Magyar Királyi Honvéd Légierő elméleti, technikai, szervezeti fejlődése és háborús alkalmazása 1938–1945, Zrínyi Kiadó, Budapest, 1999. ISBN 963-327-334-X
- Magyar Királyi Honvéd Légierő: 1938–1945, Zrínyi Kiadó, Budapest, 314 p.

2000-ben Széchenyi-ösztöndíjat kapott, hogy megírja a magyar katonai akadémiák 1947–1991 közötti tevékenységét, elsőként az országban.
- A magyar katonai felsőoktatás története 1947–1956, Zrinyi Kiadó, Budapest, 2004. 271 p.
- A Zrínyi Miklós Katonai Akadémia története 1955–1960, Zrínyi Kiadó, Budapest, 2007. 250 p. ISBN 978-963-327-421-7
- A Zrínyi Miklós Katonai Akadémia története: 1961–1969, Zrínyi Kiadó, Budapest, 2008. 456 p.
- A Zrínyi Miklós Katonai Akadémia története, 1970–1979; Zrínyi, Bp., 2010
- A Zrínyi Miklós Katonai Akadémia története, 1980–1989; Zrínyi, Bp., 2011
- M. Szabó Miklós–Oroszi Antal: A Zrínyi Miklós Katonai Akadémia története, 1990–1996; Zrínyi, Bp., 2012

### Egyéb publikációi
- Fejezetek a magyar katonai repülés történetéből (társszerző: Nagyváradi Sándor, Winkler László), Műszaki Könyvkiadó, 1986. ISBN 963-106-695-9
- A hadtudomány jelenkori felelőssége, lehetőségei és határai – Hadtudomány, 2006/1–2., 3–8. o.
- Légiuralom-elmélet – légi fegyverkezés – a Magyar Királyi Légierő az 1930-as években – Mindentudás Egyeteme, 2006 ősze
- A Varsói Szerződés és a Magyar Néphadsereg viszonyrendszerének néhány kérdése az 1960-as években – Hadtudomány, 2008/1–2., 3–19. o.
- Katonai felsőoktatás 1947 – 2007 – Hadtudomány, 2008/1–2., 30–36. o.
- Sárhidai Gyula–Szabó Miklós: Atom-tengeralattjárók, 1954–2004; Zrínyi, Bp., 2005
- A magyar katonai repülés története: 1938–2008 (társszerző: Szabó József), Zrínyi Kiadó, Budapest, 2008. 112 p. ISBN 978-963-327-451-4
- Hazánk dicsőségére: 160 éves a magyar Honvédség (társszerző: Szabó József), Zrínyi Kiadó, Budapest, 2008. pp. 327–344. ISBN 978-963-327-461-3
- Szupertitkos alakulat. Az MN 1480 hadműveleti-harcászati rakétadandár története, 1963–1991; Zrínyi, Bp., 2010
- Katonai felsővezetők a diktatúrában. A levéltári források nem hazudnak; MTA, Bp., 2014 (Székfoglalók a Magyar Tudományos Akadémián)
- Volt egyszer egy egyetem, 1996–2007. Rektor a tűzvonalban. Objektív tények, szubjektív emlékek; Zrínyi, Bp., 2014
- Fekete László–M. Szabó Miklós: A katonai repülőszakember képzés Szolnokon, 1967–1996; Zrínyi, Bp., 2017
- A Kossuth Lajos Katonai Főiskola története, 1967–1996; Zrínyi, Bp., 2017
- Fekete László–M. Szabó Miklós: A Katonai Műszaki Főiskola története, 1967–1999; Zrínyi, Bp., 2017
- A Magyar Néphadsereg és a Varsói Szerződés csapatainak részvétele Csehszlovákia megszállásában. 1968. augusztus 20–október 31.; Dialóg Campus, Bp., 2019
- A Karikás Frigyes Katonai Kollégium története, 1969–1991; Zrínyi, Bp., 2019